# Pestalotia eugeniae
Pestalotia eugeniae är en svampart som beskrevs av Thüm. 1880. Pestalotia eugeniae ingår i släktet Pestalotia och familjen Amphisphaeriaceae.   Inga underarter finns listade i Catalogue of Life.